# 郭浩景
郭浩景（英語：Calvin Kwok Ho-king；1979年—），新民黨中央委員，現任香港東區區議會委任議員兼交通運輸委員會主席。他修獲新南威爾斯大學精算系博士，專門研究金融數學模型。現職中資銀行金融計量分析師。

## 生平
郭浩景曾就讀英國倫敦大學城市學院，取得精算系一級榮譽學位。及後再到澳洲新南威爾士大學修讀精算系博士並於2009年畢業。回港前曾在澳洲悉尼任職計量分析師。
返港後加入銀行工作，並於多個非營利組織擔當要職，籌備不同的項目服務社會各階層人士。自2017年起開展地區工作，服務太古城東的居民。在2019年區議會選舉中參選該選區，最終取得逾3,100票落選。
於2023年12月郭浩景獲行政長官委任為第七屆區議會議員。

## 資料來源
1. ↑   (PDF). 香港政府.   [2023-04-07]. （原始内容存档 (PDF)于2022-09-11）.
2. ↑  . 香港政府.   [2024-03-01]. （原始内容存档于2024-03-01）.
3. ↑  . 個人網站.   [2020-09-20]. （原始内容存档于2019-12-09）.
4. ↑   (PDF).   [2019-12-17]. （原始内容存档 (PDF)于2019-12-17）.
5. ↑  . 關鍵評論網.
6. ↑  . 東方日報.   [2020-02-24]. （原始内容存档于2020-02-24）.
7. ↑  . 東方日報.   [2020-02-24]. （原始内容存档于2020-02-24）.
8. ↑  . 大公報.   [2020-02-24]. （原始内容存档于2020-02-24）.
9. ↑  .   [2019-12-09]. （原始内容存档于2020-01-14）.